# گلدرن
شهر گلدرندر ایالت نوردراین-وستفالن در کشور آلمان واقع شده‌است.